# Список млекопитающих Пакистана

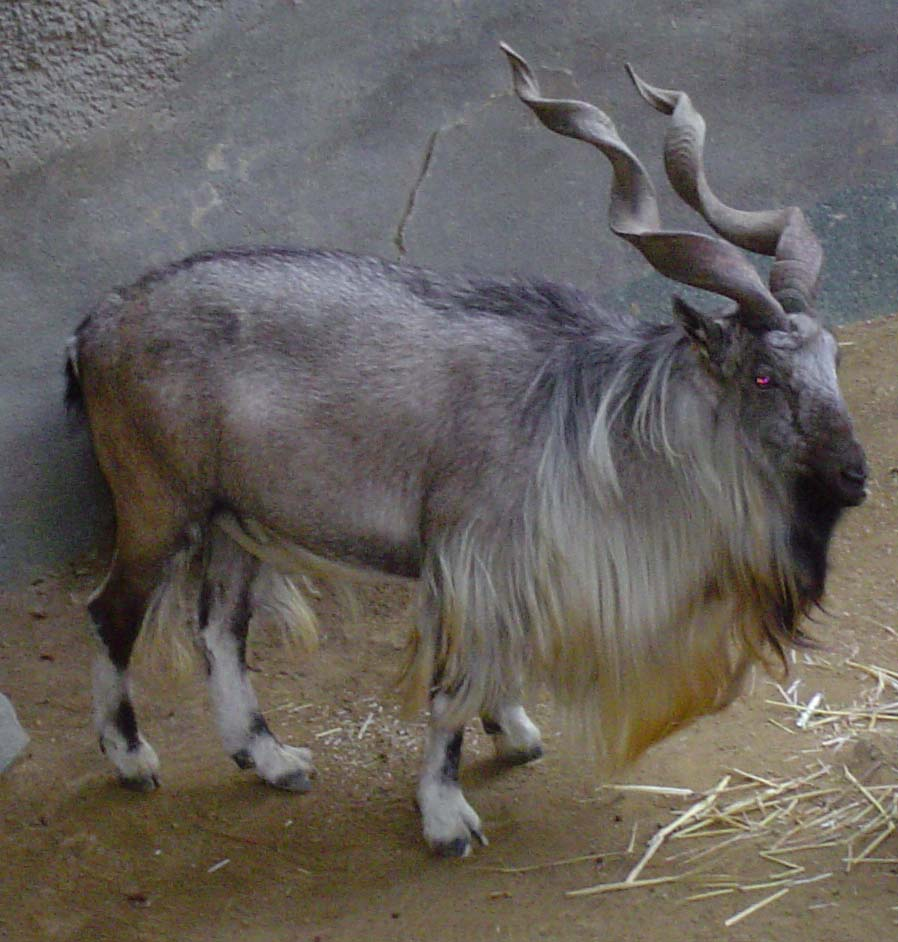
Винторогий козёл, национальное животное Пакистана

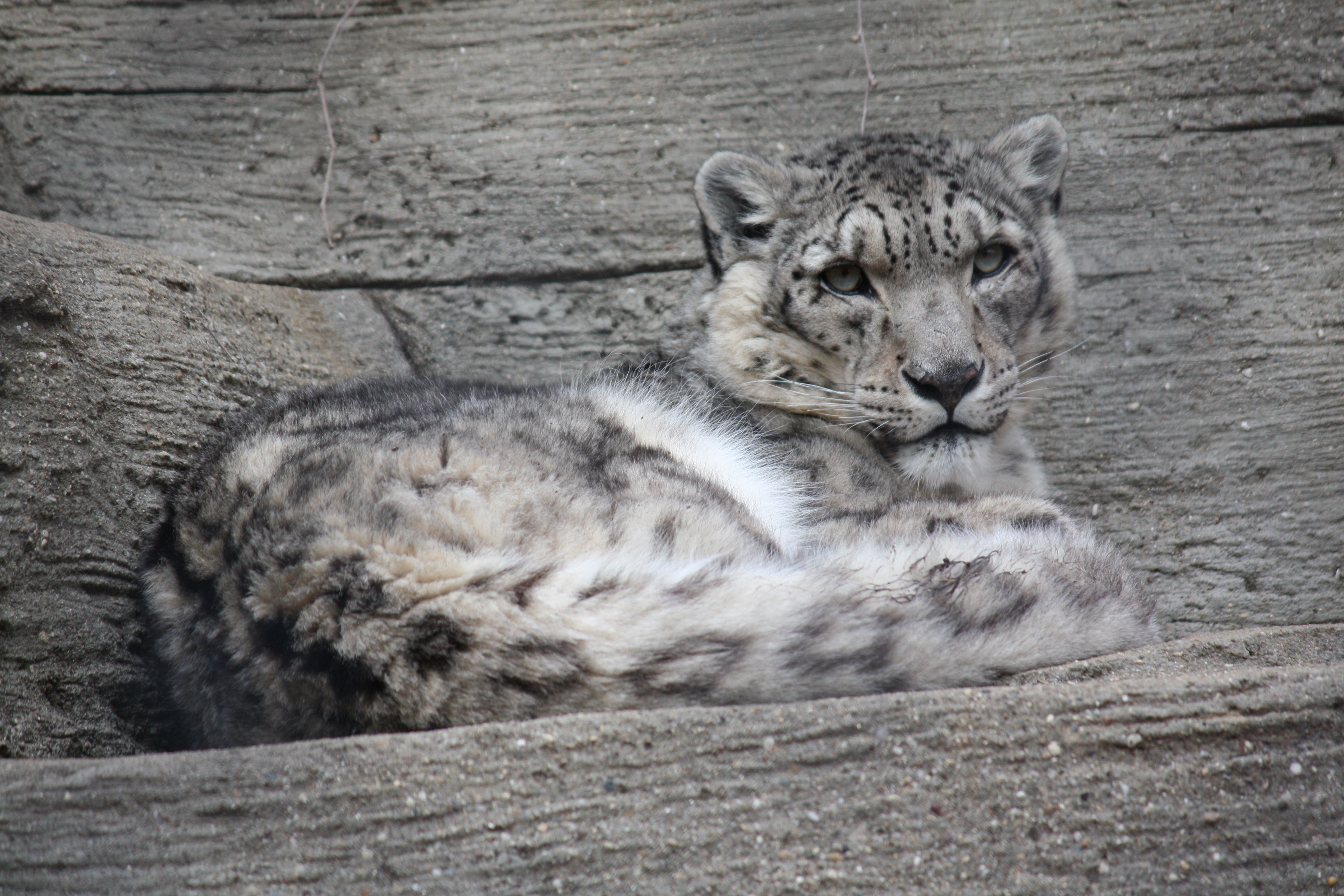
Ирбис

Это список видов млекопитающих, зарегистрированных в Пакистане. В Пакистане насчитывается 173 вида млекопитающих, из которых 12 находятся в критическом состоянии, 11 подвергаются опасности, 14 — в уязвимом положении, а 10 близки к уязвимому положению. Крупнейшим млекопитающим в Пакистане является азиатский бурый медведь. Винторогий козёл является национальным животным Пакистана.
Список составлен на основании Красной книги МСОП. Таксономия и наименование отдельных видов основаны на тех, которые используются в существующих статьях Википедии по состоянию на 1 сентября 2021 года и дополнены таксономией из Красной книги МСОП и базы данных Американского общества маммологов.
Следующие теги используются для выделения статуса сохранения каждого вида по оценке МСОП:
- — вымершие в дикой природе виды
- — исчезнувшие в дикой природе, представители которых сохранились только в неволе.
- — виды на грани исчезновения (в критическом состоянии)
- — виды под угрозой исчезновения
- — уязвимые виды
- — виды, близкие к уязвимому положению
- — виды под наименьшей угрозой
- — виды, для оценки угрозы которым не хватает данных

Некоторые виды были оценены с использованием более ранних критериев. Виды, оцененные с использованием этой системы, имеют следующие категории вместо угрожаемых и наименее опасных:
| LR/cd | Lower risk/conservation dependent | Виды, которые были в центре внимания программ сохранения и, возможно, перешли в категорию более высокого риска, если эта программа была прекращена. |
| LR/nt | Lower risk/near threatened        | Виды, которые близки к тому, чтобы классифицироваться как уязвимые, но не являются объектом программ сохранения.                                    |
| LR/lc | Lower risk/least concern          | Виды, для которых не существует идентифицируемых рисков.                                                                                            |

## Подкласс:Звери

### Инфракласс:Плацентарные

#### Отряд:Хоботные
- Семейство: Слоновые
  - Род: Индийские слоны
    - Азиатский слон, Elephas maximus EN
      - Индийский слон, Elephas maximus indicus EN — (истреблен)

#### Отряд:Приматы
- Подотряд: Сухоносые приматы
  - Инфраотряд: Обезьянообразные
    - Парвотряд: Узконосые обезьяны
      - Семейство: Мартышковые
        - Род: Макаки

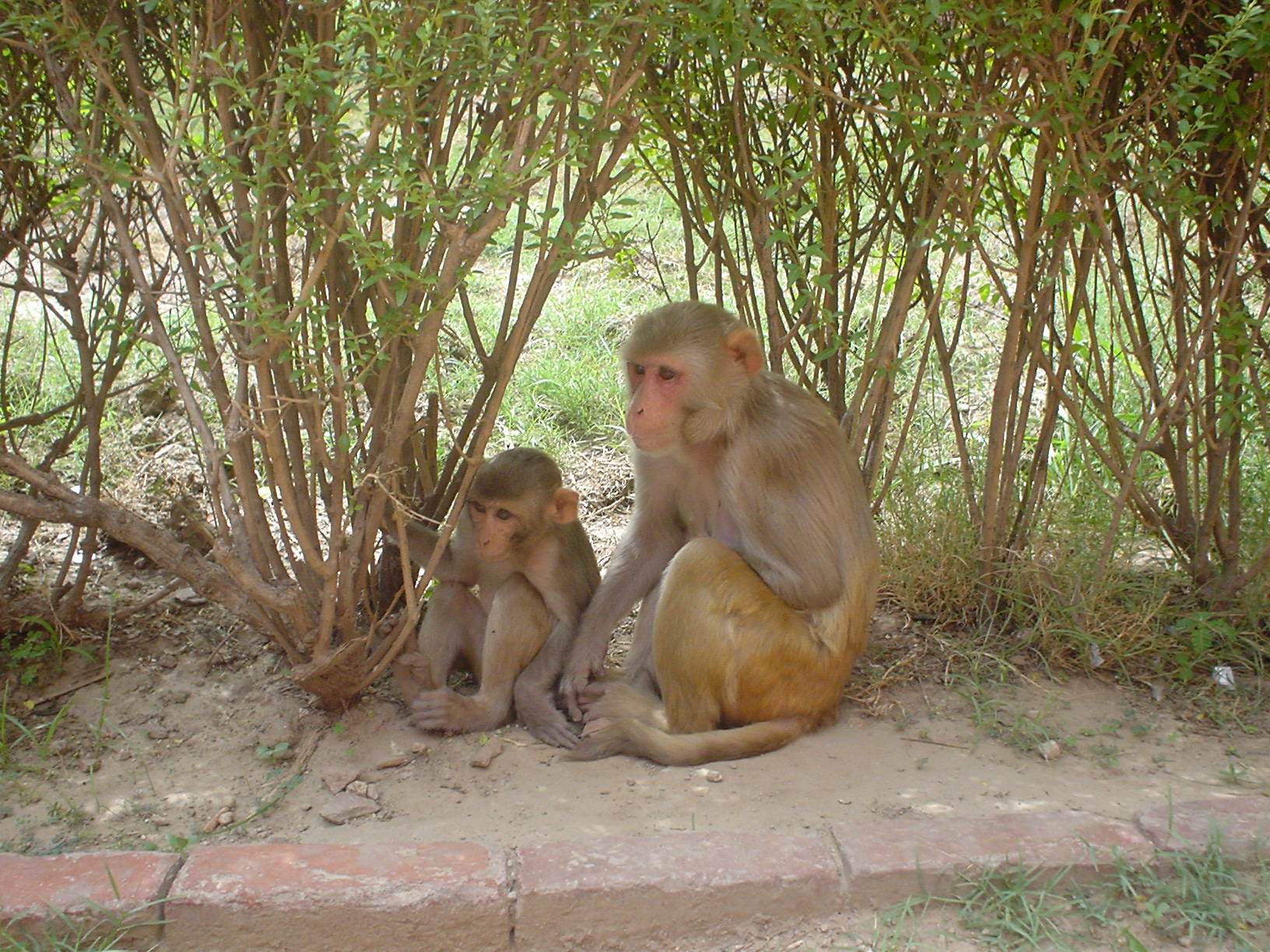
Макаки-резусы являются территориальными животными Исламабада

          - Макак-резус, Macaca mulatta LR/nt

        - Подсемейство: Тонкотелые обезьяны
          - Род: Гульманы
            - Гульман, Semnopithecus entellus LR/nt

#### Отряд:Грызуны
- Подотряд: Дикобразообразные
  - Семейство: Дикобразовые
    - Род: Дикобразы

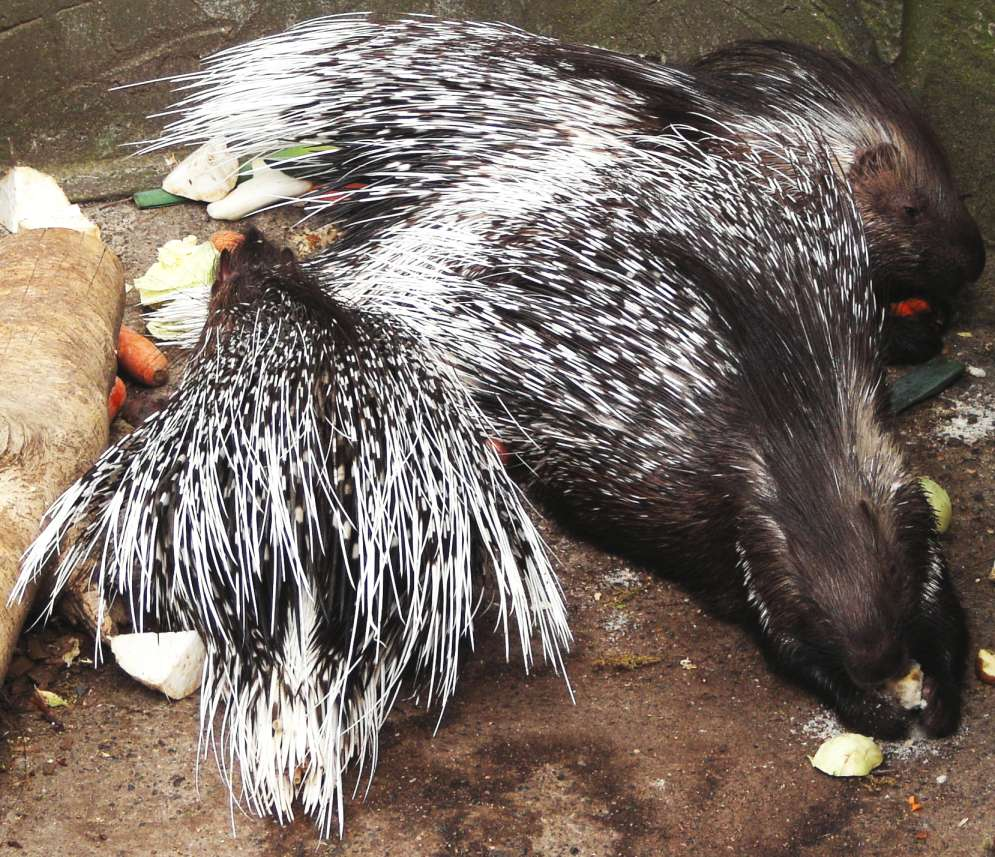
Индийский дикобраз

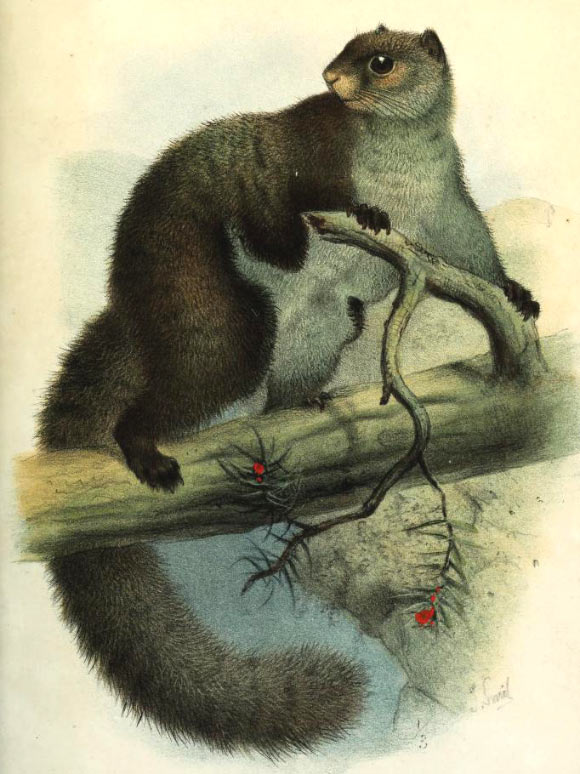
Скальная летяга

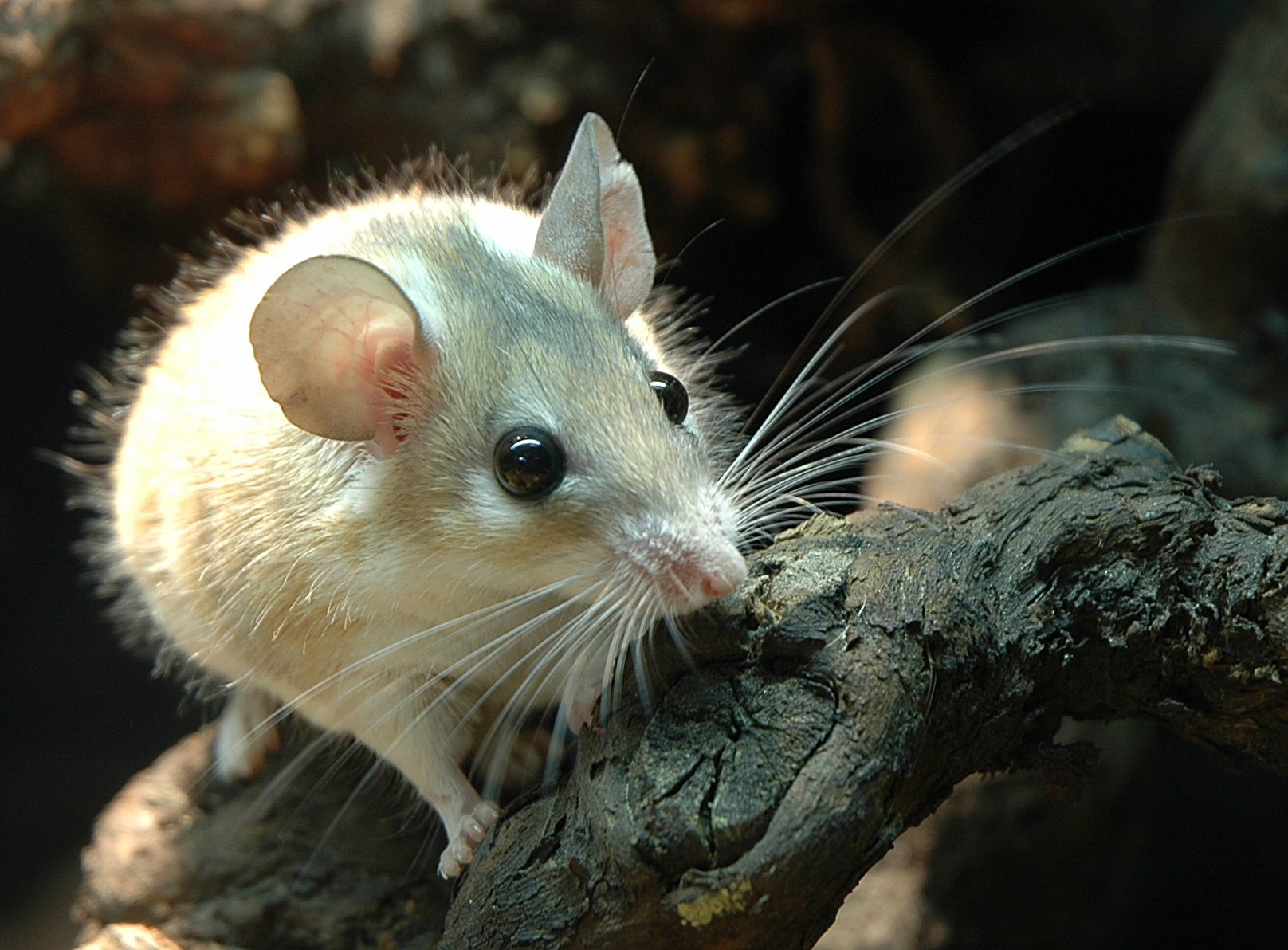
Acomys dimidiatus

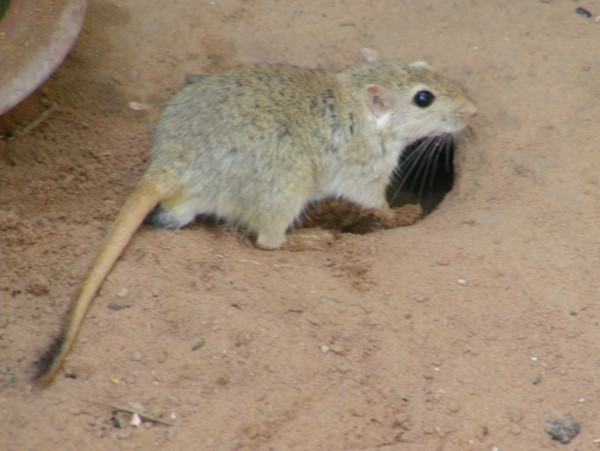
Meriones hurrianae

      - Индийский дикобраз, Hystrix indica LR/lc
- Подотряд: Белкообразные
  - Семейство: Беличьи
    - Подсемейство: Sciurinae
      - Триба: Летяги
        - Род: Eoglaucomys
          - Кашмирская летяга, Eoglaucomys fimbriatus LC

        - Род: Eupetaurus
          - Скальная летяга, Eupetaurus cinereus EN

        - Род: Гигантские летяги
          - Гигантская летяга, Petaurista petaurista

    - Подсемейство: Callosciurinae
      - Род: Пальмовые белки
        - Северная пальмовая белка, Funambulus pennantii LR/lc

    - Подсемейство: Xerinae
      - Триба: Marmotini
        - Род: Сурки
          - Длиннохвостый сурок, Marmota caudata LR/nt
          - Гималайский сурок, Marmota himalayana LC

  - Семейство: Соневые
    - Подсемейство: Leithiinae
      - Род: Лесные сони
        - Белуджистанская соня, Dryomys niethammeri VU
        - Лесная соня, Dryomys nitedula LR/nt

  - Семейство: Тушканчиковые
    - Подсемейство: Allactaginae
      - Род: Земляные зайцы
        - Малый тушканчик, Allactaga elater LR/lc
        - Тушканчик Хотсона, Allactaga hotsoni LR/lc

    - Подсемейство: Cardiocraniinae
      - Род: Salpingotus
        - Белуджистанский тушканчик, Salpingotus michaelis LR/lc

    - Подсемейство: Dipodinae
      - Род: Пустынные тушканчики
        - Тушканчик Бланфорда, Jaculus blanfordi LR/lc

  - Семейство: Мышовковые
    -       - Род: Мышовки
        - Одноцветная мышовка, Sicista concolor LR/lc

  - Семейство: Мышевидные хомячки
    - Род: Мышевидные хомячки
      - Белуджистанский хомячок, Calomyscus baluchi LR/lc
      - Мышевидный хомячок Хотсона, Calomyscus hotsoni EN

  - Семейство: Хомяковые
    - Подсемейство: Хомяки
      - Род: Серые хомячки
        - Серый хомячок, Cricetulus migratorius LR/nt

    - Подсемейство: Полёвковые
      - Род: Скальные полёвки
        - Белохвостая полёвка, Alticola albicauda LR/nt
        - Серебристая полёвка, Alticola argentatus LR/lc

      - Род: Слепушонки
        - Афганская слепушонка, Ellobius fuscocapillus LR/lc

      - Род: Кашмирские полёвки
        - Кашмирская полёвка, Hyperacrius fertilis LR/lc
        - Пенджабская полёвка, Hyperacrius wynnei LR/lc

      - Род: Серые полёвки
        - Microtus juldaschi LR/lc

  - Семейство: Мышиные
    - Подсемейство: Deomyinae
      - Род: Иглистые мыши
        - Acomys dimidiatus, Acomys dimidiatus LC

    - Подсемейство: Песчанковые
      - Род: Карликовые песчанки
        - Песчанка Сварта, Gerbillus aquilus LR/lc
        - Индийская карликовая песчанка, Gerbillus gleadowi
        - Белуджистанская песчанка, Gerbillus nanus LC

      - Род: Малые песчанки
        - Индийская песчанка, Meriones hurrianae LR/lc
        - Персидская песчанка, Meriones persicus LR/lc
        - Краснохвостая песчанка, Meriones libycus LC
        - Песчанка Сундевалла, Meriones crassus LC

      - Род: Большие песчанки
        - Большая песчанка, Rhombomys opimus LR/lc

      - Род: Tatera
        - Индийская голопалая песчанка, Tatera indica LR/lc

    - Подсемейство: Мышиные
      - Род: Лесные и полевые мыши
        - Кашмирская мышь, Apodemus rusiges LR/lc
        - Лесная мышь Вэрда, Apodemus pallipes LR/lc

      - Род: Бандикоты
        - Малая бандикота, Bandicota bengalensis LR/lc

      - Род: Индийские крысы
        - Индийская крыса, Golunda ellioti LR/lc

      - Род: Азиатские мягкошёрстные крысы
        - Жёлтая крыса, Millardia gleadowi LR/lc
        - Мягкошёрстная крыса, Millardia meltada LC

      - Род: Домовые мыши
        - Мадрасская мышь, Mus saxicola LR/lc
        - Бентальская мышь, Mus terricolor LR/lc
        - Домовая мышь, Mus musculus LC

      - Род: Пластинчатозубые крысы
        - Пластинчатозубая крыса, Nesokia indica LC

      - Род: Белобрюхие крысы
        - Каштановая крыса, Niviventer fulvescens LR/lc

      - Род: Крысы
        - Туркестанская крыса, Rattus turkestanicus LR/lc
        - Чёрная крыса, Rattus rattus LC
        - Серая крыса, Rattus norvegicus LC

#### Отряд:Зайцеобразные
- Семейство: Пищухи
  - Род: Пищухи
    - Ладакская пищуха, Ochotona ladacensis LR/lc
    - Черногубая пищуха, Ochotona curzoniae LR/lc
    - Большеухая пищуха, Ochotona macrotis LR/lc
    - Нубрская пищуха, Ochotona nubrica LR/lc
    - Индийская пищуха, Ochotona roylei LR/lc
    - Рыжеватая пищуха, Ochotona rufescens LR/lc
- Семейство: Зайцевые
  - Род: Зайцы
    - Темношеий заяц, Lepus nigricollis LR/lc
    - Курчавый заяц, Lepus oiostolus LR/lc
    - Капский заяц, Lepus capensis LC

#### Отряд:Насекомоядные
- Семейство: Ежовые
  - Подсемейство: Ежиные
    - Род: Ушастые ежи

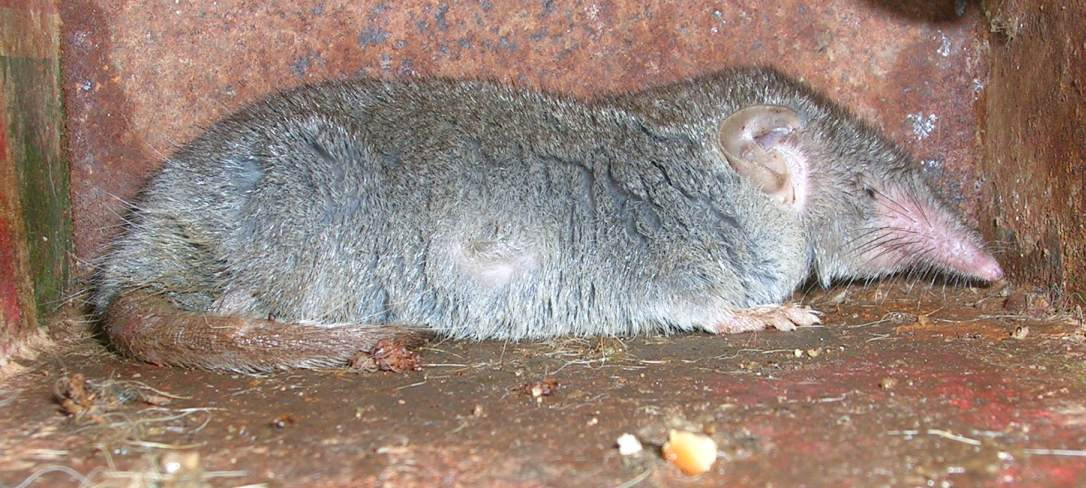
Гигантская белозубка

      - Ушастый ёж, Hemiechinus auritus LR/lc
      - Ошейниковый ёж, Hemiechinus collaris LR/lc

    - Род: Длинноиглые ежи
      - Темноиглый ёж, Paraechinus hypomelas LR/lc
      - Индийский ёж, Paraechinus micropus LR/lc

- Семейство: Землеройковые
  - Подсемейство: Белозубочьи
    - Род: Белозубки
      - Crocidura gmelini, Crocidura gmelini LR/lc
      - Белохвостая белозубка, Crocidura pergrisea DD
      - Белозубка Зарудного, Crocidura zarudnyi LR/lc
      - Малая белозубка, Crocidura suaveolens

    - Род: Многозубки
      - Карликовая многозубка, Suncus etruscus LC
      - Домовая многозубка, Suncus murinus LR/lc
      - Многозубка Столички, Suncus stoliczkanus LR/lc

  - Подсемейство: Бурозубочьи
    - Триба: Soricini
      - Род: Бурозубки
        - Кашмирская бурозубка, Sorex planiceps LR/lc

#### Отряд:Рукокрылые
- Семейство: Крылановые
  - Подсемейство: Pteropodinae
    - Род: Летучие лисицы

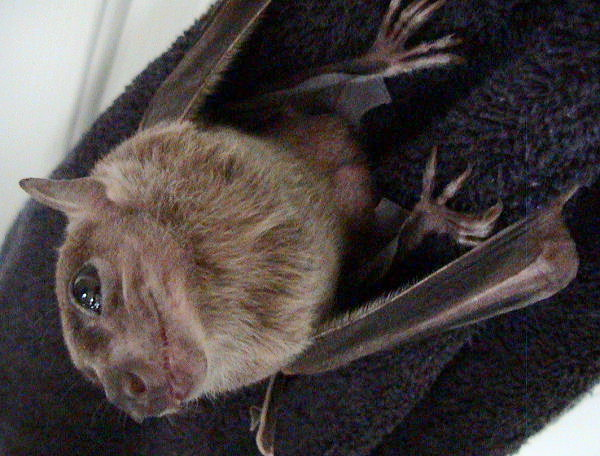
Египетская летучая собака

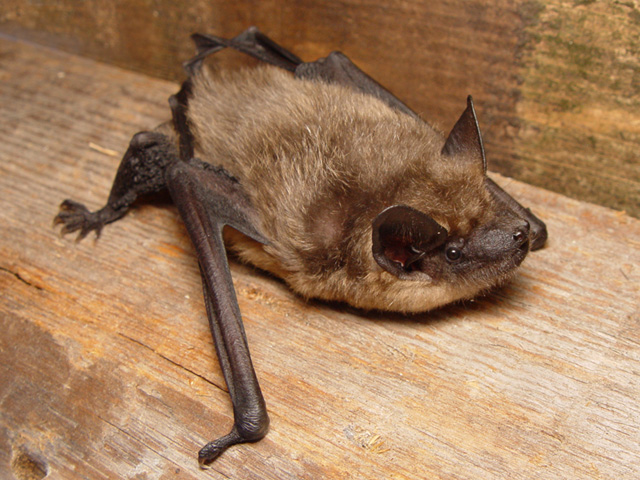
Поздний кожан

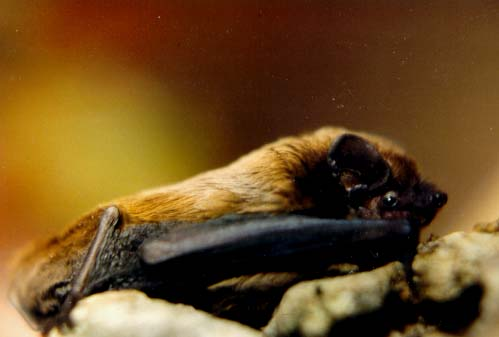
Малая вечерница

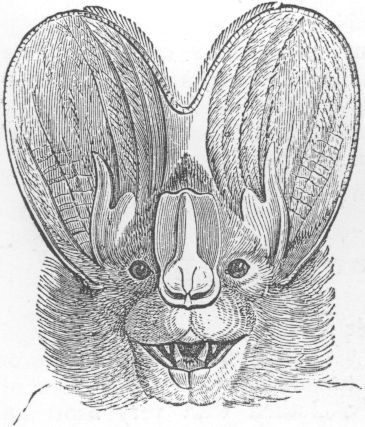
Megaderma lyra

      - Индийская летучая лисица, Pteropus giganteus LR/lc

    - Род: Летучие собаки
      - Египетская летучая собака, Rousettus aegyptiacus LC
      - Летучая собака Лешенолта, Rousettus leschenaultii R/lc
- Семейство: Гладконосые летучие мыши
  - Подсемейство: Myotinae
    - Род: Ночницы
      - Остроухая ночница, Myotis blythii LR/lc
      - Малая ночница, Myotis muricola LR/lc
      - Трёхцветная ночница, Myotis emarginatus LC
      - Длинноногая ночница, Myotis longipes DD

  - Подсемейство: Vespertilioninae
    - Род: Широкоушки
      - Азиатская широкоушка, Barbastella leucomelas LR/lc

    - Род: Кожаны
      - Пустынный кожан, Eptesicus bottae LC
      - Гобийский кожанок, Eptesicus gobiensis LR/lc
      - Синдский кожан, Eptesicus nasutus VU
      - Поздний кожан, Eptesicus serotinus LC

    - Род: Вечерницы
      - Малая вечерница, Nyctalus leisleri LR/nt
      - Горная вечерница, Nyctalus montanus LR/nt
      - Рыжая вечерница, Nyctalus noctula LR/lc

    - Род: Otonycteris
      - Белобрюхий стрелоух, Otonycteris hemprichii LR/lc

    - Род: Нетопыри
      - Цейлонский нетопырь, Pipistrellus ceylonicus LR/lc
      - Коромандельский нетопырь, Pipistrellus coromandra LR/lc
      - Яванский нетопырь, Pipistrellus javanicus LR/lc
      - Средиземноморский нетопырь, Pipistrellus kuhlii LC
      - Нетопырь-карлик, Pipistrellus pipistrellus LC
      - Тонкий нетопырь, Pipistrellus tenuis LR/lc
      - Кожановидный нетопырь, Pipistrellus savii

    - Род: Пегие гладконосы
      - Scotoecus pallidus NT

    - Род: Домовые гладконосы
      - Scotophilus heathi LR/lc
      - Scotophilus kuhlii LR/lc

    - Род: Scotozous
      - Scotozous dormeri, Scotozous dormeri LC

  - Подсемейство: Murininae
    - Род: Трубконосы
      - Трубконос Хаттона, Murina huttoni LR/nt
      - Кашмирский трубконос, Murina tubinaris LR/lc
- Семейство: Мышехвостые
  - Род: Мышехвосты
    - Мышехвост Хардвика, Rhinopoma hardwickei LC
    - Большой мышехвост, Rhinopoma microphyllum LC
    - Малый мышехвост, Rhinopoma muscatellum LC
- Семейство: Футлярохвостые
  - Род: Могильные мешкокрылы
    - Голобрюхий мешкокрыл, Taphozous nudiventris LC
    - Могильный мешкокрыл, Taphozous perforatus LC
- Семейство: Копьеносые
  - Род: Афроазиатские ложные вампиры
    - Индийский ложный вампир, Megaderma lyra LC
- Семейство: Подковоносые
  - Подсемейство: Rhinolophinae
    - Род: Подковоносы
      - Средиземноморский подковонос, Rhinolophus blasii NT
      - Большой подковонос, Rhinolophus ferrumequinum LR/nt
      - Малый подковонос, Rhinolophus hipposideros LC
      - Индийский подковонос, Rhinolophus lepidus LR/lc
      - Длинноухий подковонос, Rhinolophus macrotis LR/lc

  - Подсемейство: Hipposiderinae
    - Род: Трезубценосы
      - Обыкновенный трезубценос, Asellia tridens LC

    - Род: Подковогубы
      - Малый листонос, Hipposideros cineraceus LR/lc
      - Бурый подковогуб, Hipposideros fulvus LR/lc

    - Род: Трилистоносы
      - Персидский трилистонос, Triaenops persicus LC
- Семейство: Бульдоговые летучие мыши
  -     - Род: Складчатогубы
      - Египетский складчатогуб, Tadarida aegyptiaca LC

#### Отряд:Панголины
- Семейство: Панголиновые
  - Род: Ящеры
    - Индийский панголин, Manis crassicaudata LR/nt

#### Отряд:Хищные
- Подотряд: Кошкообразные
  - Семейство: Кошачьи
    - Подсемейство: Малые кошки
      - Род: Каракалы
        - Каракал, Caracal caracal LC

      - Род: Кошки
        - Камышовый кот, Felis chaus

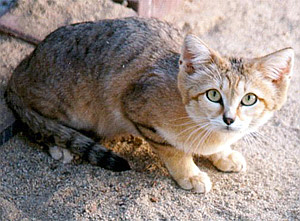
Барханный кот

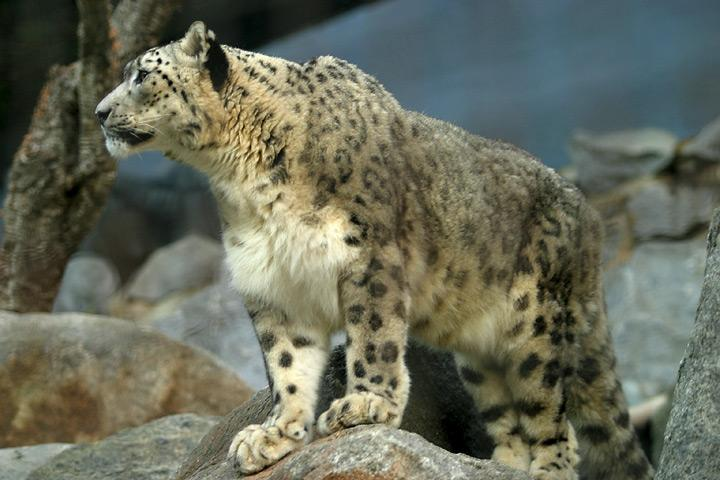
Ирбис, государственное животное Пакистана

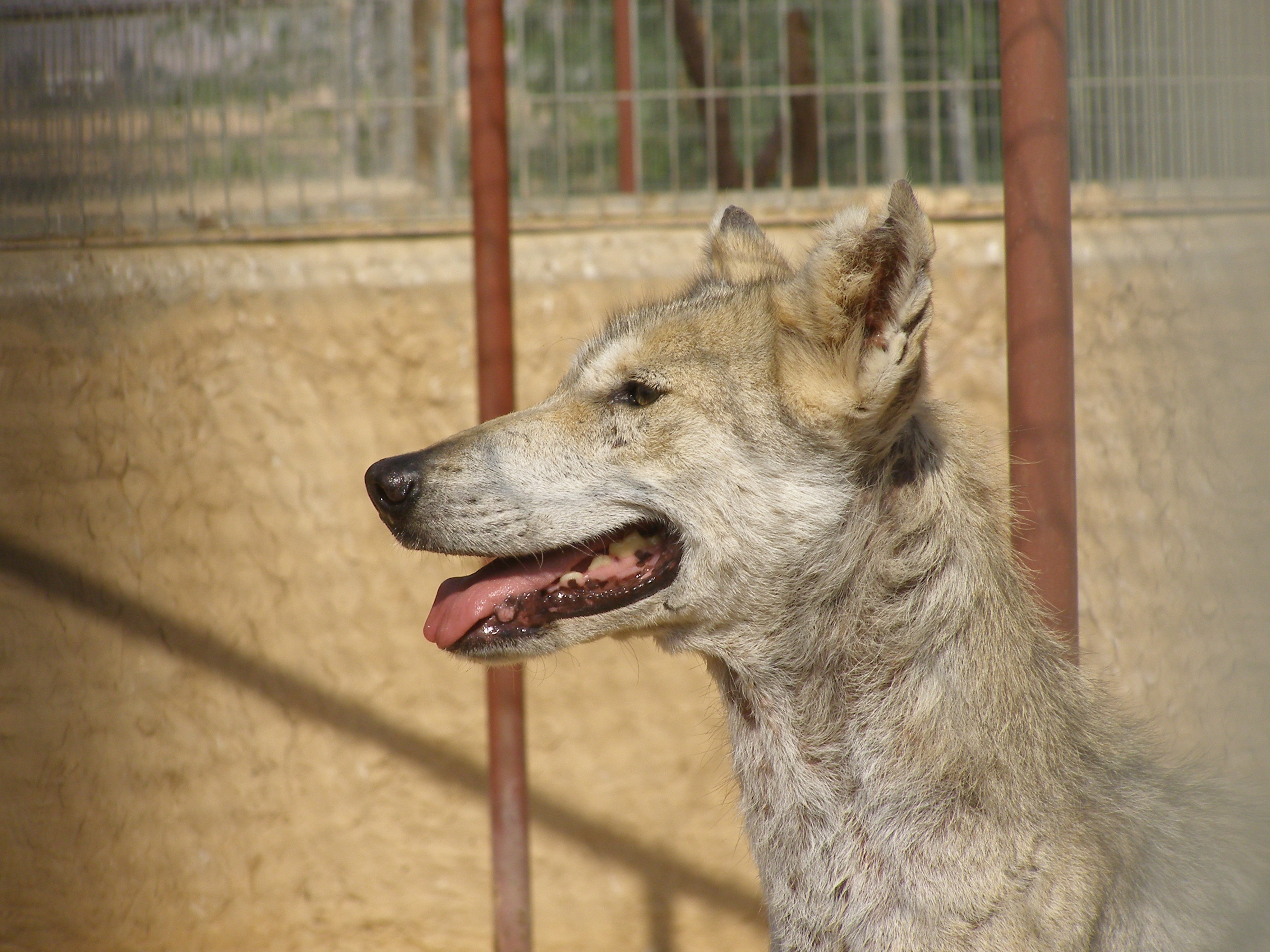
Азиатский волк, редкое млекопитающее Пакистана

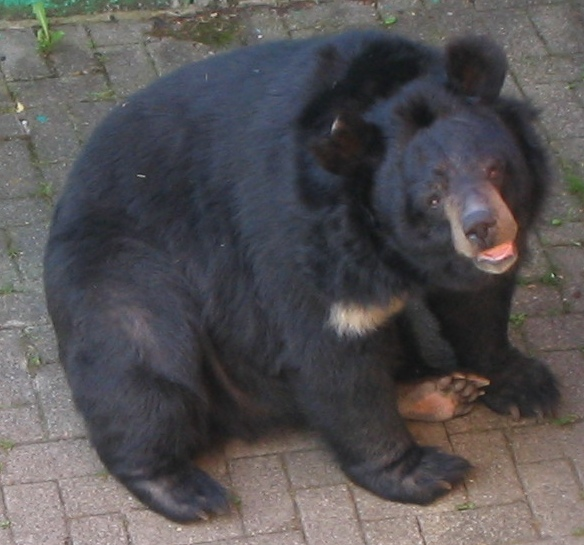
Гималайский медведь

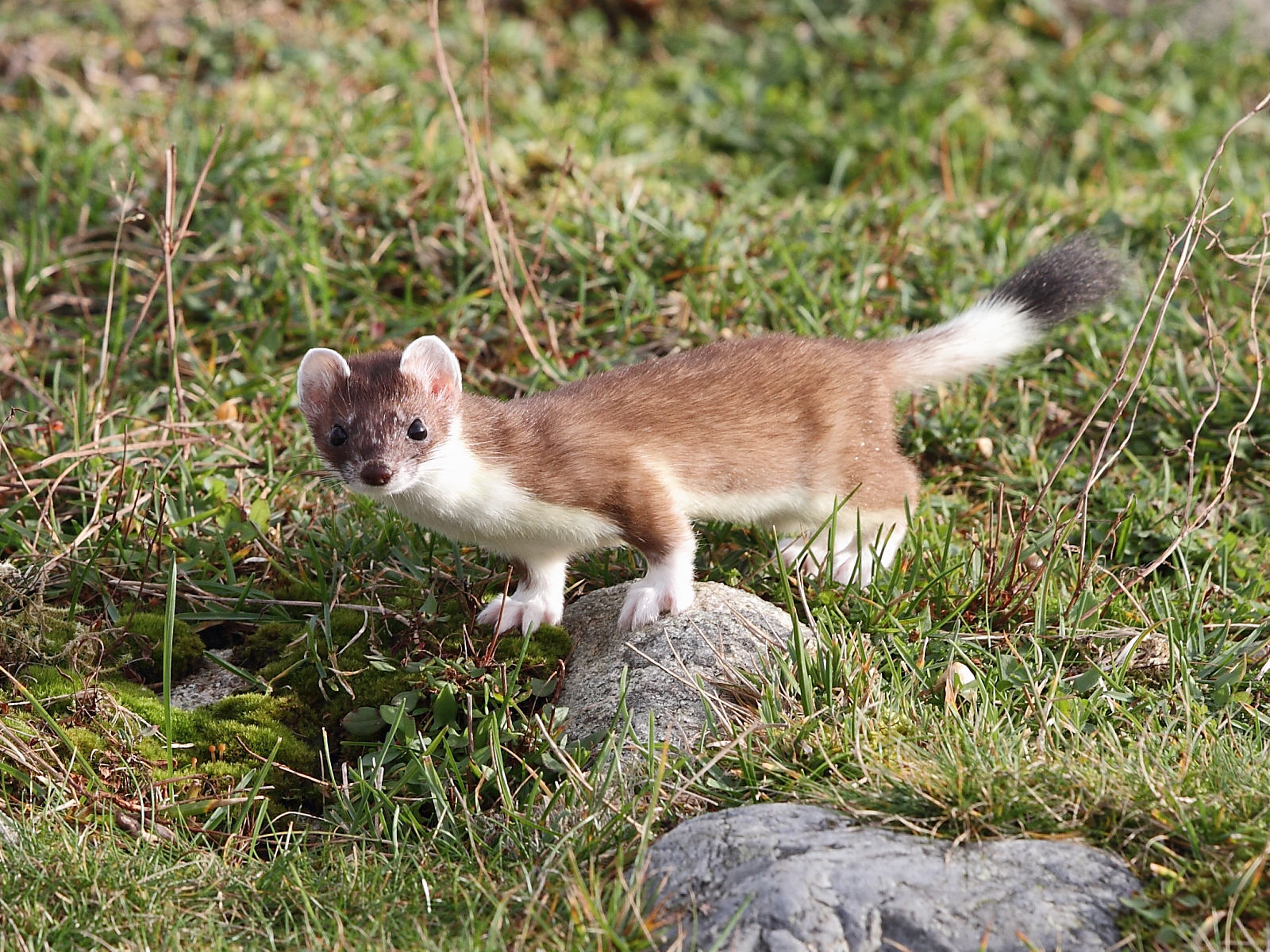
Горностай

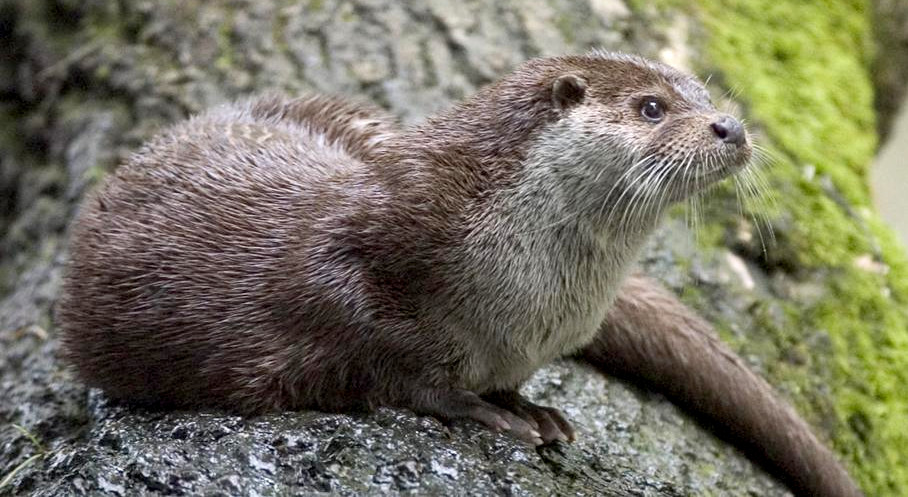
Выдра

        - Барханный кот, Felis margarita LC
          - Пакистанский барханный кот, Felis margarita scheffeli

        - Степной кот, Felis lybica
          - Felis lybica ornata

        - Манул, Felis manul NT

      - Род: Рыси
        - Обыкновенная рысь, Lynx lynx LC

      - Род: Азиатские кошки
        - Бенгальская кошка, Prionailurus bengalensis LC
        - Кошка-рыболов, Prionailurus viverrinus VU

    - Подсемейство: Большие кошки
      - Род: Пантеры
        - Леопард, Panthera pardus VU
          - Индийский леопард, Panthera pardus fusca, национальный CE[1]

        - Ирбис, Panthera uncia EN

  - Семейство: Виверровые
    - Подсемейство: Paradoxurinae
      - Род: Гималайские циветы
        - Гималайская цивета, Paguma larvata LR/lc

    - Подсемейство: Viverrinae
      - Род: Малые циветы
        - Малая цивета, Viverricula indica LR/lc

  - Семейство: Мангустовые
    - Род: Urva
      - Обыкновенный мангуст, Urva edwardsii LR/lc
      - Яванский мангуст, Urva javanica LR/lc

  - Семейство: Гиены
    - Род: Hyaena
      - Полосатая гиена, Hyaena hyaena LR/nt
- Подотряд: Псообразные
  - Семейство: Псовые
    - Род: Лисицы
      - Афганская лисица, Vulpes cana VU
      - Рыжая лисица, Vulpes vulpes LC
      - Бенгальская лисица, Vulpes bengalensis LC
      - Песчаная лисица, Vulpes rueppellii LC

    - Род: Волки
      - Обыкновенный шакал, Canis aureus LC
        - Индийский шакал, Canis aureus aureus LC

      - Волк, Canis lupus LC
        - Азиатский волк, Canis lupus pallipes EN

    - Род: Красные волки
      - Красный волк, Cuon alpinus EN
        - Тянь-шаньский красный волк, Cuon alpinus hesperius EN

  - Семейство: Медвежьи
    - Род: Медведи
      - Бурый медведь, Ursus arctos LC
        - Гималайский бурый медведь, Ursus arctos isabellinus CR

      - Гималайский медведь, Ursus thibetanus VU

  - Семейство: Куньи
    - Подсемейство: Куньи
      - Род: Хорьки
        - Горностай, Mustela erminea LR/lc
        - Солонгой, Mustela altaica NT

    - Подсемейство: Ictonychinae
      - Род: Vormela
        - Перевязка, Vormela peregusna LR/lc

    - Подсемейство: Guloninae
      - Род: Куницы
        - Харза, Martes flavigula LR/lc
        - Каменная куница, Martes foina LR/lc

    - Подсемейство: Mellivorinae
      - Род: Mellivora
        - Медоед, Mellivora capensis LR/lc

    - Подсемейство: Выдровые
      - Род: Выдры
        - Выдра, Lutra lutra NT

      - Род: Гладкошёрстные выдры
        - Гладкошёрстная выдра, Lutrogale perspicillata VU

#### Отряд:Непарнокопытные
- Семейство: Лошадиные
  - Род: Лошади
    - Кулан, Equus hemionus NT

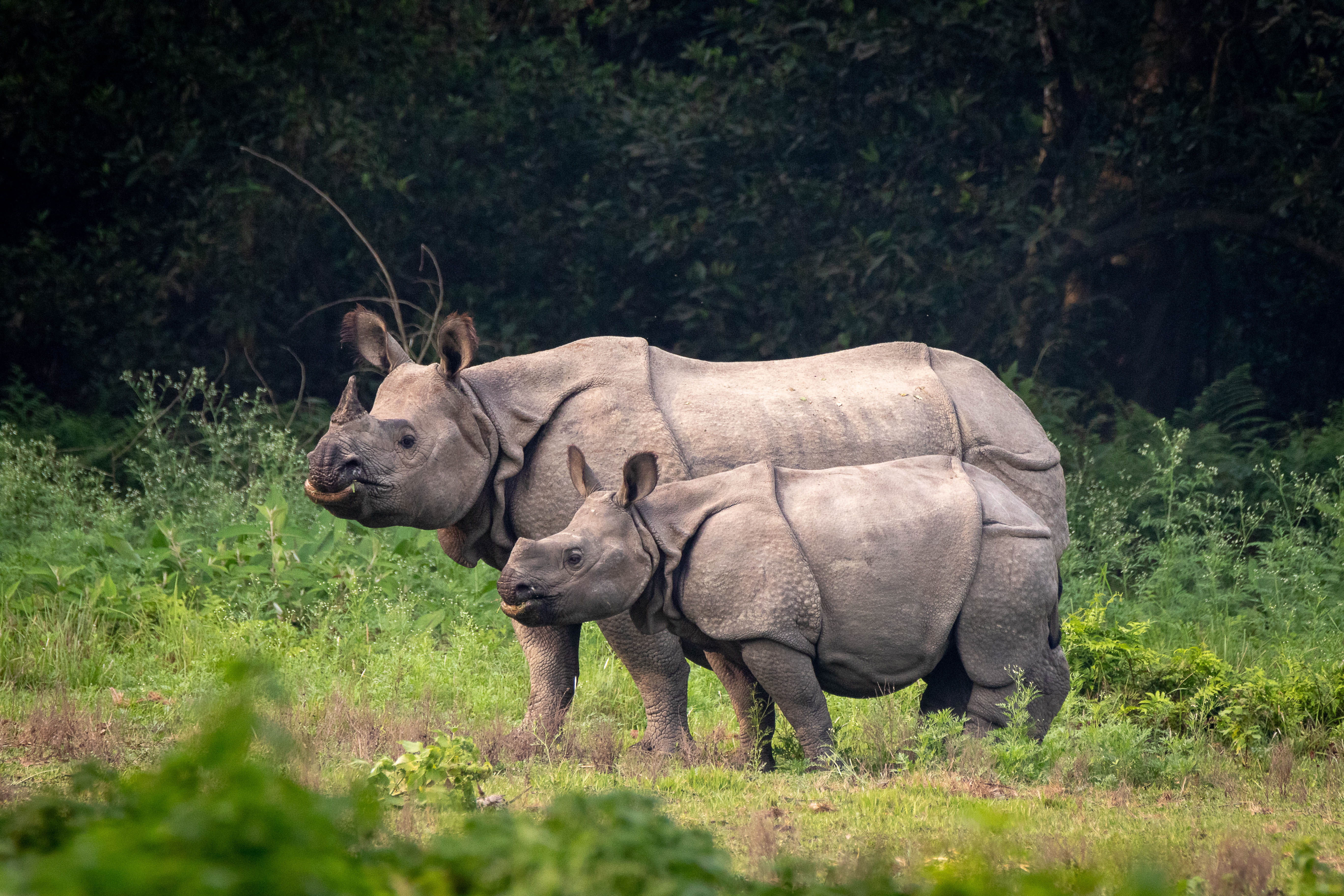
Индийский носорог

      - Индийский кулан, Equus hemionus khur NT
      - Онагр, Equus hemionus onager EN — (истреблен)
- Семейство: Носороговые
  - Род: Rhinoceros
    - Индийский носорог, Rhinoceros unicornis VU — (истреблен)

#### Отряд:Китопарнокопытные
- Подотряд: Свинообразные
  - Семейство: Свиные
    - Род: Кабаны
      - Дикий кабан, Sus scrofa LR/lc
- Подотряд: Жвачные
  - Семейство: Кабарговые
    - Род: Кабарги

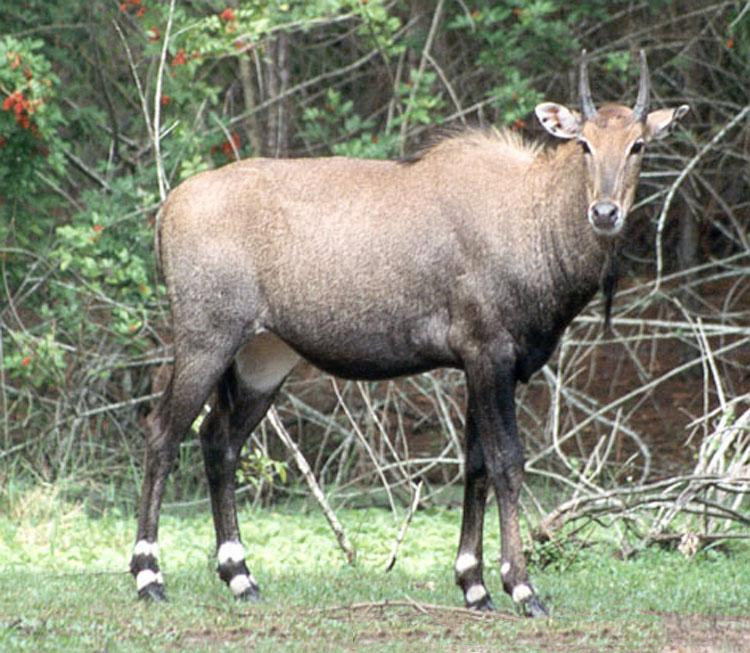
Нильгау

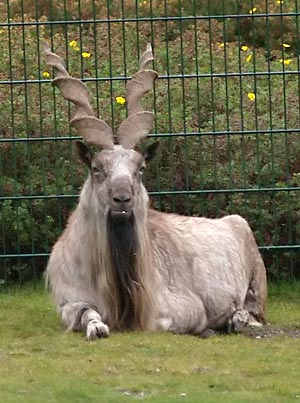
Винторогий козёл, национальное животное Пакистана

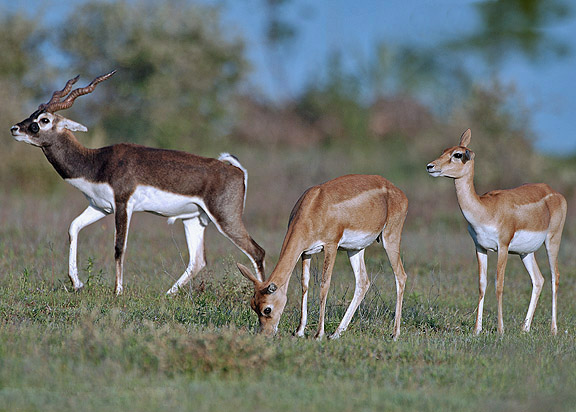
Гарна

      - Рыжебрюхая кабарга, Moschus chrysogaster LR/nt

  - Семейство: Оленевые
    - Подсемейство: Настоящие олени
      - Род: Rucervus
        - Барасинга, Rucervus duvaucelii VU — (истреблен)

      - Род: Аксисы
        - Аксис, Axis axis LC — (истреблен)
        - Свиной олень, Axis porcinus EN

      - Род: Мунтжаки
        - Мунтжак, Muntiacus muntjak

  - Семейство: Полорогие
    - Подсемейство: Настоящие антилопы
      - Род: Гарны
        - Гарна, Antilope cervicapra NT

      - Род: Газели
        - Gazella bennettii LC
        - Джейран, Gazella subgutturosa VU

    - Подсемейство: Бычьи
      - Род: Нильгау
        - Нильгау, Boselaphus tragocamelus LC

    - Подсемейство: Козлиные
      - Род: Горные козлы
        - Безоаровый козёл, Capra aegagrus VU
          - Синдский бородатый козёл, Capra aegagrus blythi
          - Западно-пакистанский бородатый козёл, Capra aegagrus chialtanensis

        - Винторогий козёл, Capra falconeri EN
          - Асторский мархур, Capra falconeri falconeri LR/nt
          - Кабульский мархур, Capra falconeri megaceros EN

        - Сибирский горный козёл, Capra sibrica LR/lc

      - Род: Горалы
        - Гималайский горал, Naemorhedus goral LC

      - Род: Бараны
        - Архар, Ovis ammon NT
          - Памирский горный баран, Ovis ammon polii LR/nt

        - Муфлон, Ovis orientalis VU
          - Ovis orientalis blanfordi
          - Ovis orientalis punjabiensis
          - Ovis orientalis vignei

      - Род: Голубые бараны
        - Голубой баран, Pseudois nayaur LC

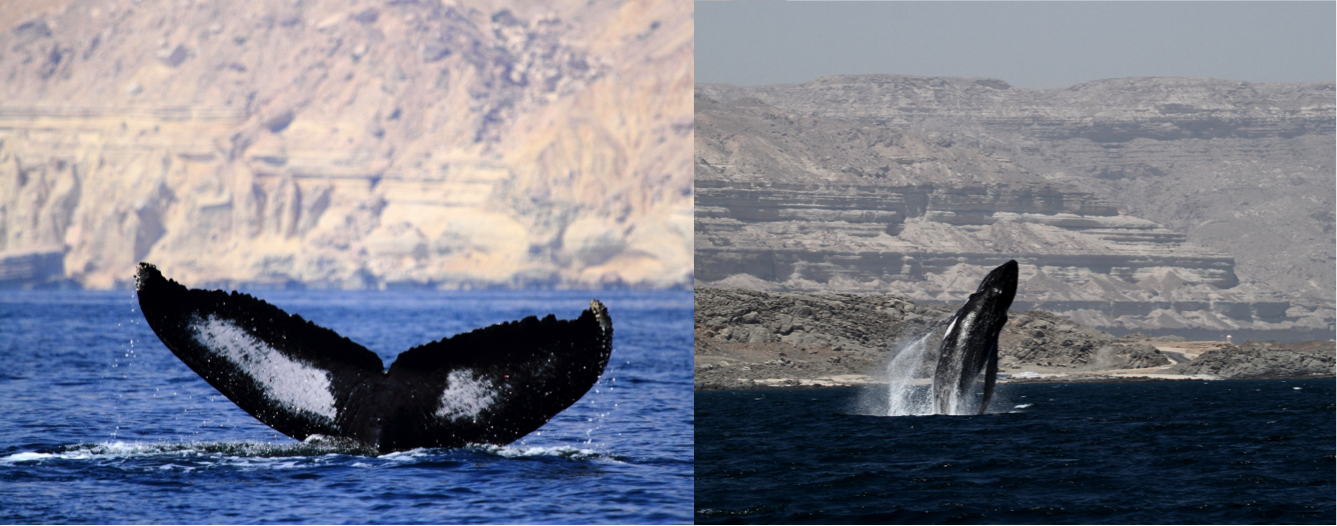
Арабский горбатый кит у Дофара, Оман

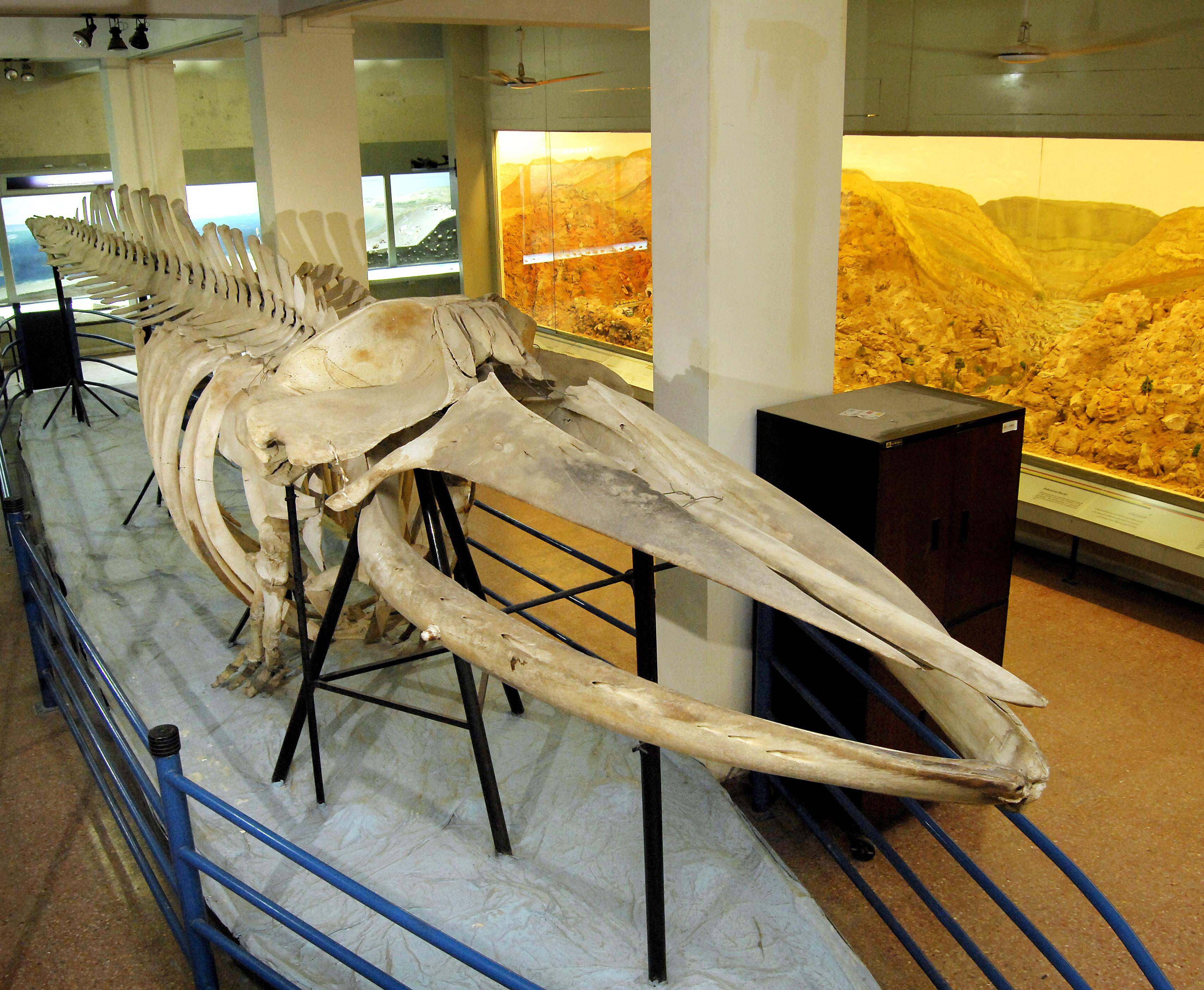
Скелет Карликового синего кита в Пакистанском музее естествознания

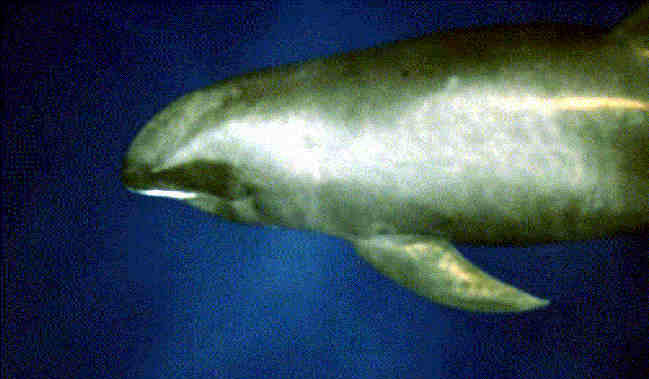
Широкомордый дельфин

- Подотряд: Whippomorpha / Cetancodonta
  - Инфраотряд: Китообразные
    - Парвотряд: Усатые киты
      - Семейство: Полосатиковые
        - Род: Полосатики
          - Полосатик Идена, Balaenoptera edeni / Rorqualus brydei DD
          - Карликовый синий кит, Balaenoptera musculus brevicauda / Rorqualus musculus brevicauda EN
          - Финвал, Balaenoptera physalus EN

        - Род: Горбатые киты
          - Горбатый кит, Megaptera novaeangliae VU (Наиболее изолированная, находящаеся под угрозой исчезновения и не мигрирующая популяция[2])

    - Парвотряд: Зубатые киты
      - Семейство: Гангские дельфины
        - Род: Гангские дельфины
          - Индский дельфин, (национальное морское млекопитающее Пакистана) Platanista minor EN

      - Семейство: Карликовые кашалоты
        - Род: Карликовые кашалоты
          - Карликовый кашалот, Kogia breviceps LR/lc
          - Кашалот-малютка, Kogia simus LR/lc

      - Семейство: Кашалотовые
        - Род: Кашалоты
          - Кашалот Physeter macrocephalus VU[3][4]

      - Семейство: Карликовые кашалоты
        - Род: Карликовые кашалоты
          - Карликовый кашалот, Kogia breviceps LR/lc
          - Кашалот-малютка, Kogia simus LR/lc

      - Семейство: Кашалотовые
        - Род: Кашалоты

      - Семейство: Клюворылые
        - Подсемейство: Hyperoodontinae
          - Род: Ремнезубы
            - Тупорылый ремнезуб, Mesoplodon densirostris DD
            - Японский ремнезуб, Mesoplodon ginkgodens DD

      - Семейство: Морские свиньи
        - Род: Беспёрые морские свиньи
          - Беспёрая морская свинья, Neophocaena phocaenoides VU

      - Семейство: Дельфиновые
        - Род: Крупнозубые дельфины
          - Крупнозубый дельфин, Steno bredanensis DD

        - Род: Горбатые дельфины
          - Китайский дельфин, Sousa chinensis DD

        - Род: Афалины
          - Индийская афалина, Tursiops aduncus NT
          - Афалина, Tursiops truncatus LR/lc

        - Род: Продельфины
          - Длиннорылый продельфин, Stenella longirostris LR/cd

        - Род: Дельфины-белобочки
          - Длиннорылая белобочка, Delphinus capensis LR/lc

        - Род: Малайзийские дельфины
          - Малайзийский дельфин, Lagenodelphis hosei LR/lc

        - Род: Серые дельфины
          - Серый дельфин, Grampus griseus LR/lc

        - Род: Бесклювые дельфины
          - Широкомордый дельфин, Peponocephala electra LR/lc

        - Род: Карликовые косатки
          - Карликовая косатка, Feresa attenuata LR/lc

        - Род: Косатки
          - Косатка Orcinus orcaDD[5][6]